# Algo me gusta de ti
«Algo me gusta de ti» es el sencillo del dúo puertorriqueño Wisin & Yandel y sencillo principal de su octavo álbum Líderes, lanzado de manera mundial el 17 de octubre de 2011 y se convirtión su gran éxito mundial Pasó 14 semanas en el número uno en Billboard Hot Latin Songs y 12 semanas en Billboard Latin Pop Airplay, convirtiéndose en su sencillo número uno más largo en ambas listas. Carlos Quintana calificó a esta como una de las mejores pistas de Líderes.

## Video musical
El video fue lanzado de manera mundial el 31 de octubre de 2011 y fue dirigido por Jessy Terrero. Comienza con un latino millonario burlándose de su sirviente nerd limpiando su piscina. Después de que su jefe se va, el sirviente se quita la ropa y salta a la piscina, donde mágicamente es teletransportado a una fiesta con Wisin & Yandel, cantando y bailando El vídeo se convirtión en el más visto en YouTube alcanzando las 100 mil millones de reproducciónes en su canal de YouTube.

## Listas

### Semanales
| Lista (2011-2013)                 | Posición más alta |
| --------------------------------- | ----------------- |
| US Top Heatseekers (Billboard)    | 15                |
| Venezuela Top 100 (Record Report) | 1                 |

### Fin de año
| Lista (2011)                   | Posición |
| ------------------------------ | -------- |
| US Hot Latin Songs (Billboard) | 31       |
| Lista (2012)                   | Posición |
| US Hot Latin Songs (Billboard) | 6        |

### Fin de década
| Lista (2010–2019)              | Posición |
| ------------------------------ | -------- |
| US Hot Latin Songs (Billboard) | 19       |